# Epilobium sinense
Epilobium sinense är en dunörtsväxtart som beskrevs av Leveille. Epilobium sinense ingår i släktet dunörter, och familjen dunörtsväxter. Inga underarter finns listade i Catalogue of Life.